# 福岡市文学賞
福岡市文学賞（ふくおかしぶんがくしょう）は、福岡市における文学の普及と振興に資するため、優れた文学活動の功績に対し、広く顕彰することを目的に、昭和45年に創立された。福岡市が主催している。
例年小説・詩・短歌・俳句・川柳の各部門で活躍している人物を表彰しており、夏樹静子や片山恭一など、全国的に知られる作家を輩出している。

## 受賞作一覧 小説部門
- 第1回（昭和45年） 白石一郎
- 第2回（昭和46年） 夏樹静子
- 第3回（昭和47年） 岩井護
- 第4回（昭和48年） 井上寛治
- 第5回（昭和49年） 角田嘉久
- 第6回（昭和50年） 該当者なし
- 第7回（昭和51年） 大塚幸男
- 第8回（昭和52年） 石沢英太郎
- 第9回（昭和53年） 該当者なし
- 第10回（昭和54年） 青海静雄
- 第11回（昭和55年） 河野信子
- 第12回（昭和56年） 土井敦子
- 第13回（昭和57年） 北田倫
- 第14回（昭和58年） 杉本章子
- 第15回（昭和59年） 佐渡谷重信
- 第16回（昭和60年） 東野利夫
- 第17回（昭和61年） 明石善之助
- 第18回（昭和62年） 岸本みか
- 第19回（昭和63年） 久丸修
- 第20回（平成元年） 片山恭一
- 第21回（平成2年） 吉岡紋
- 第22回（平成3年） 重松泰雄
- 第23回（平成4年） 原口真智子
- 第24回（平成5年） 松本文世
- 第25回（平成6年） 織坂幸治
- 第26回（平成7年） 西村聡淳
- 第27回（平成8年） 持田明子
- 第28回（平成9年） 高光巳代子
- 第29回（平成10年） 西田宣子
- 第30回（平成11年） 杉山武子
- 第31回（平成12年） 納富泰子
- 第32回（平成13年） 樋脇由利子
- 第33回（平成14年） 和田信子
- 第34回（平成15年） 天谷千香子
- 第35回（平成16年） 有森信二
- 第36回（平成17年） 紺野夏子
- 第37回（平成18年） 貞刈みどり
- 第38回（平成19年） 鈴木比嵯子
- 第39回（平成20年） 森禮子
- 第40回（平成21年） 小河扶希子
- 第41回（平成22年） 渡邉弘子
- 第42回（平成23年） 坂口博
- 第43回（平成24年） 該当者なし
- 第44回（平成25年） 水木怜
- 第45回（平成26年） 芝夏子
- 第46回（平成27年） 相川英輔
- 第47回（平成28年） 中⼭智幸
- 第48回（平成29年） 廣橋英子
- 第49回（平成30年） 二沓ようこ
- 第50回（令和元年） 箱嶌八郎
- 第51回（令和2年） 三角和代
- 第52回（令和3年） 米本浩二
- 第53回（令和4年） 東義人

## 受賞作一覧 詩部門
- 第1回（昭和45年） 滝勝子
- 第2回（昭和46年） 境忠一
- 第3回（昭和47年） 山本哲也
- 第4回（昭和48年） 柴田基典
- 第5回（昭和49年） 片瀬博子
- 第6回（昭和50年） 高松文樹
- 第7回（昭和51年） 江川英親
- 第8回（昭和52年） 崎村久邦
- 第9回（昭和53年） 石村通泰
- 第10回（昭和54年） 山口要
- 第11回（昭和55年） 野田寿子
- 第12回（昭和56年） 清水ゑみ子
- 第13回（昭和57年） 麻田春太
- 第14回（昭和58年） 有田忠郎
- 第15回（昭和59年） 金子秀俊
- 第16回（昭和60年） 龍秀美
- 第17回（昭和61年） 福間明子
- 第18回（昭和62年） 坂田燁子
- 第19回（昭和63年） 今村嘉孝
- 第20回（平成元年） 該当者なし
- 第21回（平成2年） 古賀博文
- 第22回（平成3年） 吉田まり子
- 第23回（平成4年） 荒木力
- 第24回（平成5年） 月岡祥朗
- 第25回（平成6年） 羽田敬二
- 第26回（平成7年） 鈴木薫
- 第27回（平成8年） 松田軍造
- 第28回（平成9年） 吉貝甚蔵
- 第29回（平成10年） 樋口伸子
- 第30回（平成11年） 田中圭介
- 第31回（平成12年） 渡辺玄英
- 第32回（平成13年） 岡たすく
- 第33回（平成14年） 上野眞子
- 第34回（平成15年） 石川敬大
- 第35回（平成16年） 井本元義
- 第36回（平成17年） 片桐英彦
- 第37回（平成18年） 田島安江
- 第38回（平成19年） 柿添元
- 第39回（平成20年） 脇川郁也
- 第40回（平成21年） 尚泰二郎
- 第41回（平成22年） 秋山喜文
- 第42回（平成23年） おだじろう
- 第43回（平成24年） 該当者なし
- 第44回（平成25年） 鍋山ふみえ、大原美代
- 第45回（平成26年） 門田照子、山本美重子
- 第46回（平成27年） 谷内修三
- 第47回（平成28年） 井上瑞貴
- 第48回（平成29年） 坂田トヨ子、前野りりえ
- 第49回（平成30年） サラ・カイリイ
- 第50回（令和元年） 夏野雨
- 第51回（令和2年） 河野妙子
- 第52回（令和3年） 荒平太和、伊藤冬留
- 第53回（令和4年） かるべまさひろ

## 受賞作一覧 短歌部門
- 第1回（昭和45年） 内田さち子、江上栄子
- 第2回（昭和46年） 白水廣、大野素子
- 第3回（昭和47年） 田鍋はじめ、鳥巣太郎
- 第4回（昭和48年） 三上りつよ
- 第5回（昭和49年） 佐藤秀
- 第6回（昭和50年） 中野与八郎、吉武俊子
- 第7回（昭和51年） 山崎正夫、恒成美代子
- 第8回（昭和52年） 酒井直、近藤隆司
- 第9回（昭和53年） 中村法翠
- 第10回（昭和54年） 橋本満、山埜井喜美枝
- 第11回（昭和55年） 澤田藤一郎、音成京子
- 第12回（昭和56年） 桑原廉靖、松下静祐
- 第13回（昭和57年） 三宅愛子、桝谷啓市
- 第14回（昭和58年） 福山喜徳
- 第15回（昭和59年） 江嶋寿雄
- 第16回（昭和60年） 久津晃
- 第17回（昭和61年） 加藤悟
- 第18回（昭和62年） 朝倉恭
- 第19回（昭和63年） 藤田潔
- 第20回（平成元年） 隈智恵子
- 第21回（平成2年） 本村正雄
- 第22回（平成3年） 櫻井ツ子
- 第23回（平成4年） 溝上桓子
- 第24回（平成5年） 久仁栄
- 第25回（平成6年） 大野展男
- 第26回（平成7年） 藤渡由久子
- 第27回（平成8年） 清水修一
- 第28回（平成9年） 木原昭三
- 第29回（平成10年） 青木昭子
- 第30回（平成11年） 江頭慶典
- 第31回（平成12年） 原田純子
- 第32回（平成13年） 諸岡史子
- 第33回（平成14年） 長野瑞子
- 第34回（平成15年） 末房長明
- 第35回（平成16年） 藤野早苗
- 第36回（平成17年） 桜川冴子
- 第37回（平成18年） 小島恒久
- 第38回（平成19年） 福間妙子
- 第39回（平成20年） 木場君代
- 第40回（平成21年） 山崎つぎの
- 第41回（平成22年） 取違克子
- 第42回（平成23年） 該当者なし
- 第43回（平成24年） 池野京子
- 第44回（平成25年） 新谷休呆
- 第45回（平成26年） 高田明美
- 第46回（平成27年） 有中房子、中島行矢
- 第47回（平成28年） 三輪良⼦
- 第48回（平成29年） 間千鶴子、染野太朗
- 第49回（平成30年） 山下翔
- 第50回（令和元年） 大野英子
- 第51回（令和2年） 小田鮎子
- 第52回（令和3年）竹中優子
- 第53回（令和4年）小山純子
- 第54回（令和5年）有川知津子

## 受賞作一覧 俳句部門
- 第1回（昭和45年） 松尾しのぶ、松田洋星
- 第2回（昭和46年） 古賀寿代、古賀青霜子
- 第3回（昭和47年） 今村俊三
- 第4回（昭和48年） 岡部六弥太、林十九楼
- 第5回（昭和49年） 城谷文城、植木京雛子
- 第6回（昭和50年） 西本弥生、伊藤てい子
- 第7回（昭和51年） 一田牛畝、山城寒旦
- 第8回（昭和52年） 伊藤通明、菊川芳秋
- 第9回（昭和53年） 笠怡土子、佐々木菁子
- 第10回（昭和54年） 城内里風、鮫島春潮子
- 第11回（昭和55年） 林澄山、辻文子
- 第12回（昭和56年） 小島隆保、平田羨魚
- 第13回（昭和57年） 的野冷壺人、秦夕美
- 第14回（昭和58年） 井尾望東
- 第15回（昭和59年） 山崎冨美子
- 第16回（昭和60年） 高田律子
- 第17回（昭和61年） 足立律子
- 第18回（昭和62年） 藤崎美枝子
- 第19回（昭和63年） 志摩一平
- 第20回（平成元年） 坪井芳江
- 第21回（平成2年） 楢崎六花
- 第22回（平成3年） 鮫島康子
- 第23回（平成4年） 一丸文子
- 第24回（平成5年） 松本ヤチヨ
- 第25回（平成6年） 柴田佐知子
- 第26回（平成7年） 野中亮介
- 第27回（平成8年） 長﨑島星
- 第28回（平成9年） 木村風師
- 第29回（平成10年） 北きりの
- 第30回（平成11年） 大里泰照
- 第31回（平成12年） 賀来章輔
- 第32回（平成13年） 朝田魚生
- 第33回（平成14年） 田代朝子
- 第34回（平成15年） 尼崎澪
- 第35回（平成16年） 服部たか子
- 第36回（平成17年） 松岡耕作
- 第37回（平成18年） 杜あとむ
- 第38回（平成19年） 池松幾生
- 第39回（平成20年） 立石京
- 第40回（平成21年） 三舩熙子
- 第41回（平成22年） 池田昭雄、池田守一
- 第42回（平成23年） 該当者なし
- 第43回（平成24年） 田代素人
- 第44回（平成25年） 大里えつを
- 第45回（平成26年） 中村祐子、馬場公江
- 第47回（平成28年） 宮崎すみ
- 第48回（平成29年） 矢田わかな
- 第49回（平成30年） 田中葉月
- 第50回（令和元年） 木下武久、藤永貴之
- 第51回（令和2年） 山口裕子
- 第52回（令和3年） 大藪貴美子
- 第53回（令和4年） 熊谷蓬山
- 第54回（令和5年） 島原仁代

## 受賞作一覧 川柳部門
- 第1回（昭和45年） 日下部舟可、龍興秋外
- 第2回（昭和46年） 安武仙涙、鷹野青鳥
- 第3回（昭和47年） 島垢吉、高木千寿丸
- 第4回（昭和48年） 山見都星、大和柳子
- 第5回（昭和49年） 那津晋介、谷岡不可止
- 第6回（昭和50年） 中田竹葉子、林千代子
- 第7回（昭和51年） 吉田四馬路、森真吾
- 第8回（昭和52年） 土居一亭
- 第9回（昭和53年） 小野杏子、山見いく子
- 第10回（昭和54年） 杉原新二、佐々木義雄
- 第11回（昭和55年） 樋口祐海、武藤端こ
- 第12回（昭和56年） 早良葉、播磨圭之介
- 第13回（昭和57年） 江藤けいち、一鬼ふく世
- 第14回（昭和58年） 末松仙太郎
- 第15回（昭和59年） 野田はつ
- 第16回（昭和60年） 近藤ゆかり
- 第17回（昭和61年） 荒幸介
- 第18回（昭和62年） 大場可公
- 第19回（昭和63年） 冨永紗智子
- 第20回（平成元年） 鷹野五輪
- 第21回（平成2年） 中尾好郎
- 第22回（平成3年） 真島十三枝
- 第23回（平成4年） 森雷音
- 第24回（平成5年） 板木継生
- 第25回（平成6年） 藤田菁彦
- 第26回（平成7年） 松本百子
- 第27回（平成8年） 野﨑輝俊
- 第28回（平成9年） 熊谷孝子
- 第29回（平成10年） 井手典生
- 第30回（平成11年） 平川店村
- 第31回（平成12年） 谷川定子
- 第32回（平成13年） 森志げる
- 第33回（平成14年） 伊豆丸竹仙
- 第34回（平成15年） 山田よしこ
- 第35回（平成16年） 大塚純生
- 第36回（平成17年） 坂本浩子
- 第37回（平成18年） 小川清隆
- 第38回（平成19年） 長崎榮市
- 第39回（平成20年） 小池一恵
- 第40回（平成21年） 敷田無煙
- 第41回（平成22年） 長井すみ子
- 第42回（平成23年） 該当者なし
- 第43回（平成24年） 布谷ゆずる
- 第44回（平成25年） 中村鈴女
- 第45回（平成26年） 森園かな女
- 第46回（平成27年） 山口由利子
- 第47回（平成28年） 植村克志
- 第48回（平成29年） 河野成子
- 第49回（平成30年） 藏田康子
- 第50回（令和元年） 石田酎
- 第51回（令和2年） 弘津明子
- 第52回（令和3年） 萩原奈津子
- 第53回（令和4年） 平本つね子
- 第54回（令和5年） 山根清